# Marc Liyanage
Don Marc Liyanage (* 9. Februar 1990 in Hamburg) ist ein deutscher Basketballspieler.
Nach dem Karrierebeginn beim Bramfelder SV in seiner Heimatstadt spielte Liyanage ab 2009 für die Zweitligisten Nördlingen und Düsseldorf, unterbrochen nur durch ein Studienjahr in den Vereinigten Staaten. Nach der Vizemeisterschaft mit den Giants Düsseldorf in der ProA-Spielzeit 2012/13 gewann er mit der BG Göttingen die Meisterschaft der ProA-Saison 2013/14. In der höchsten deutschen Spielklasse Basketball-Bundesliga spielte Liyanage in der Saison 2014/15 für den Mitteldeutschen BC und wechselte zur Saison 2015/16 zu Alba Berlin.

## Karriere
Liyanage, dessen Vater aus Sri Lanka stammt, begann seine Karriere beim Bramfelder SV, bei dem er für die Jugendmannschaft ab 2007 in der Nachwuchs-Basketball-Bundesliga (NBBL) spielte. Mit der Herrenmannschaft stieg Liyanage 2008 in die erste Regionalliga auf. Nach dem Ende seiner NBBL-Zeit wechselte Liyanage 2009 zu den Giants Nördlingen, die nach einer einjährigen Erstklassigkeit sich aus wirtschaftlichen Gründen in die zweithöchste Spielklasse zurückgezogen hatten. Mit einer jungen, neuformierten Mannschaft waren die Nördlinger in der ProA-Spielrunde 2009/10 jedoch nur bedingt konkurrenzfähig und waren nach nur sieben Siegen in 30 Spielen als Tabellenletzter sportlicher Absteiger. Liyanage, der in der ProA als Nachwuchsspieler in 22 Einsätzen durchschnittlich knapp zehn Minuten Spielzeit bekommen hatte, ging anschließend zum Studium in die Vereinigten Staaten, nachdem die Nördlinger nach dem Abstieg ihre Mannschaft zunächst aus den professionellen Spielklassen in die Regionalliga zurückzogen. An der Delta State University in Cleveland (Mississippi) spielte Liyanage in der Hochschulmannschaft Statesmen in der zweiten NCAA-Division.
Liyanage kam bereits nach einem Jahr aus den Staaten zurück und spielte ab 2011 für einen weiteren Erstliga-Absteiger mit Namen Giants, diesmal jedoch in Düsseldorf. Unter Trainer Murat Didin verpassten die Giants in der ProA-Saison 2011/12 jedoch in der über den Aufstieg entscheidenden Play-off-Halbfinalserie die Rückkehr in die höchste Spielklasse. Dies gelang jedoch in der Folgesaison, als man sich in den Play-offs erst in den Finalspielen dem SC Rasta Vechta geschlagen geben musste. Die Basketball-Bundesliga verweigerte den Düsseldorfern jedoch wegen fehlendem Nachweis der wirtschaftlichen Leistungsfähigkeit die Lizenz für die höchste deutsche Spielklasse und nach erneuter Prüfung wurde den Giants auch die Lizenz für die 2. Basketball-Bundesliga entzogen. In Düsseldorf hatte Liyanage in durchschnittlich knapp 15 Minuten Einsatzzeit pro Spiel solide Leistungen gezeigt und wurde für die Folgesaison von der BG Göttingen verpflichtet. Den Göttingern gelang ähnlich wie den Düsseldorfern zwei Jahre nach ihrem Abstieg aus der höchsten Spielklasse der Einzug in die Finalspiele der ProA-Spielzeit 2013/14, in denen man in Addition von Hin- und Rückspiel die Crailsheim Merlins besiegte. Die Göttinger erhielten die Lizenz für die höchste Spielklasse, doch Liyanage, dessen Einsatzzeit in Göttingen auf gut zehn Minuten pro Spiel zurückgegangen war, bekam einen Kaderplatz beim Erstligisten Mitteldeutscher BC in Weißenfels. In Weißenfels war Malte Schwarz Mannschaftskapitän, der bereits Liyanages Mannschaftskamerad beim Bramfelder SV in NBBL und Regionalliga war.
Im September 2015 unterschrieb Liyanage einen Einjahresvertrag bei Alba Berlin. Er kam in der Saison 2015/16 nur auf wenige Einsatzminuten (2:30 pro Spiel) und erzielte in 15 Bundesliga-Partien für Berlin im Durchschnitt 1,3 Punkte. Zur Saison 2016/17 zog es ihn in seine Heimatstadt Hamburg, wo er sich dem Zweitligisten Hamburg Towers anschloss. Bei den Hanseaten kam er wieder öfter zum Einsatz und stand während der ProA-Saison 2016/17 in 30 Spielen im Schnitt 24:10 Minuten auf dem Feld. Diese Zeit nutzte er, um im Schnitt 4,9 Punkte und 3,9 Rebounds zu bilanzieren.
Ende August 2017 wurde er zum zweiten Mal in seiner Karriere vom Mitteldeutschen BC verpflichtet, der zuvor den Wiederaufstieg in die erste Liga geschafft hatte. Im Januar 2018 kam es zur Trennung. Liyanage spielte im Saisonverlauf 2017/18 in zehn Bundesliga-Partien für den MBC und kam dabei auf einen Punkteschnitt von 0,5. Liyanage setzte seine Laufbahn nach dem Fortgang aus Mitteldeutschland im niedersächsischen Quakenbrück fort, wo er für den Drittligisten Artland Dragons auflief.
Nach dem Ende der Spielzeit 2017/18 verließ Liyanage Quakenbrück und nahm in der Sommerpause 2018 ein Angebot des Zweitligisten USC Heidelberg an. 2020 zog es in ihn zu den BIS Baskets Speyer in die 2. Bundesliga ProB. Für die Mannschaft spielte Liyanage bis 2022 und hernach für den Regionalligisten VfL Bensheim.